# Wemyss Bay

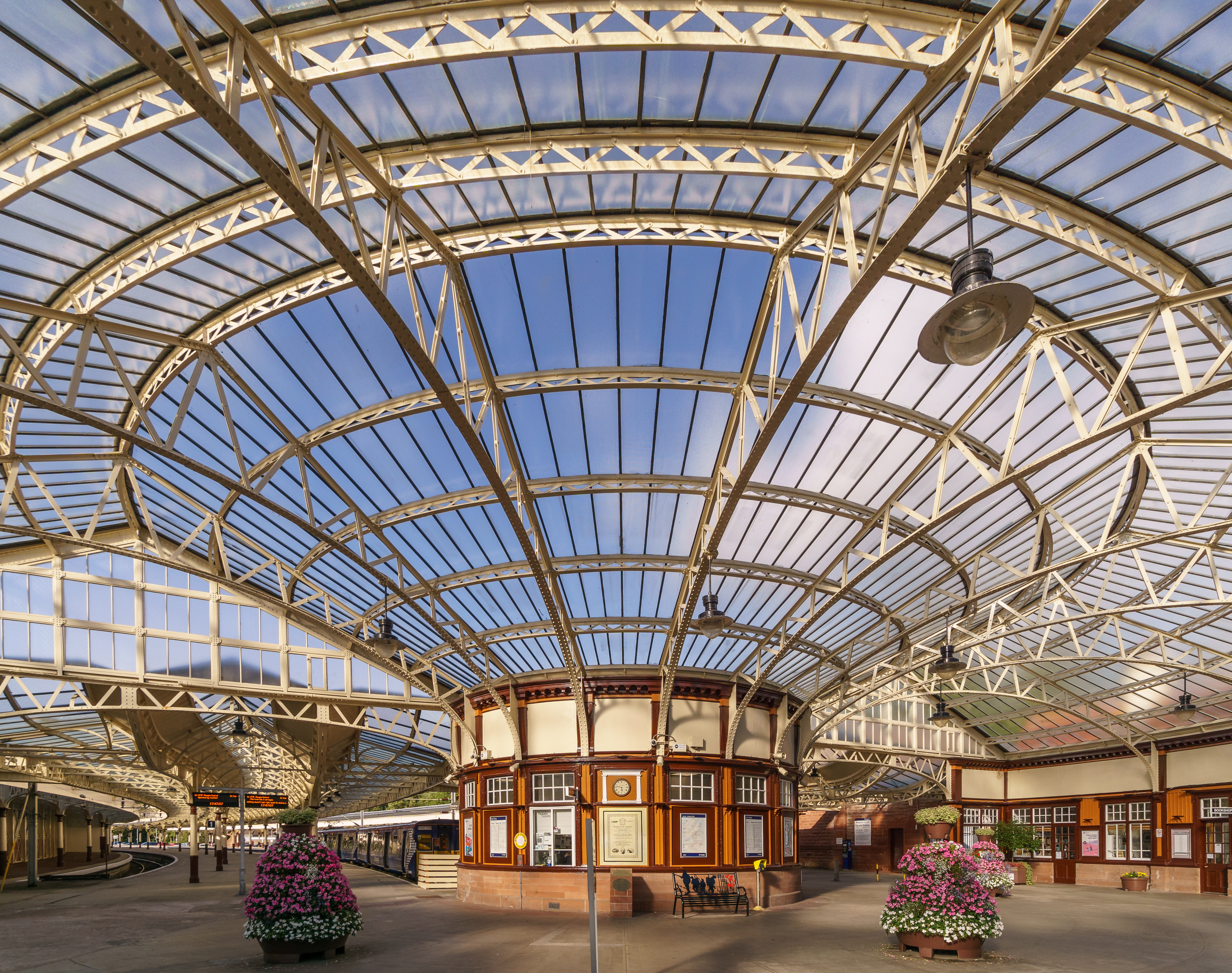
La gare de Wemyss Bay. Photo août 2018.

Wemyss Bay (Bagh nan Uaimhean en gaélique (gd)) est une ville d'Écosse, située dans le council area d'Inverclyde et dans la région de lieutenance du Renfrewshire.
Le village est situé en limite de council area et est adjacent au village de Skelmorlie qui lui se trouve dans le council area du North Ayrshire.
Une ligne de ferry relie Wemyss Bay à Rothesay sur l'île de Bute. Le village dispose d'une gare (en) qui le relie à Glasgow.